# Evviva i pazzi... che hanno capito cos'è l'amore
Evviva i pazzi... che hanno capito cos'è l'amore è l'album di debutto del cantautore italiano Giuseppe Povia, pubblicato nel 2005.
Dal disco è stato estratto come singolo I bambini fanno "ooh..." (brano scartato dal Festival di Sanremo 2005, ma poi usato alla fine del programma musicale Top of the Pops, andato in onda su Italia 1 e contenente nel testo anche il titolo dell'album), che sarà il più ascoltato in assoluto dell'anno 2005 e che porterà al successo il cantante.

## Tracce
Testi e musiche di Povia, eccetto nei brani "Mia sorella" ed "È vero" il cui testo è di Giancarlo Bigazzi.
1. È vero - 3:29
2. I bambini fanno "ooh..." - 3:35
3. Chi ha peccato - 3:05
4. Ecco cosa c'è - 2:47
5. Non è il momento - 3:11
6. Fiori - 3:05
7. Mia sorella - 3:39
8. Il sesso e l'amore - 2:44
9. Triste - 2:26
10. Spettinata - 3:14

## Formazione
- Povia – voce, cori, chitarra acustica
- Produttore artistico -Francesco Musacco
- Tastiere e programmazione -Francesco Musacco
- Simone Cristicchi – chitarra acustica
- Massimo Fumanti – chitarra acustica, chitarra elettrica
- Andrea Rosatelli – basso
- Angelo Anastasio – chitarra acustica, chitarra elettrica

## Classifiche
| Classifica (2005) | Posizione massima |
| ----------------- | ----------------- |
| Italia            | 8                 |